# Mali Prolog
Mali Prolog falu Horvátországban, Dubrovnik-Neretva megyében. Közigazgatásilag Pojezerje községhez tartozik.

## Fekvése
Makarskától légvonalban 40, közúton 62 km-re délkeletre, községközpontjától légvonalban 2, közúton 5 km-re délkeletre az A1-es autópálya mentén fekszik. Területének nagy része karsztos terület, ahol főként szőlőültetvények találhatók.

## Története
A térség első ismert lakói az illírek voltak, halomsírjaik és egykori váraik maradványai máig fennmaradtak. Illír várrom található a településtől északra fekvő Humac nevű dombon. A horvát törzsek a 7. század végén és a 8. század elején telepedtek le itt, ezután területe a neretvánok kenézségének Paganiának a részét képezte. A középkoriban területe a podjezerjei plébánia része volt. A török a 15. század második felében hódította meg ezt a vidéket. A török uralom idején a megmaradt keresztény lakosság lelki gondozását kezdetben a ljubuški ferences atyák látták el, majd miután 1563-ban kolostorukat lerombolták a zaostrogi kolostorból jöttek ide ferences szerzetesek. A térség török uralom végével a 17. század végén 1690 körül népesült be.
A mai lakosság döntően azoktól a betelepülőktől származik, akik a moreai háború (1684-1699) idején érkeztek ide Hercegovinából Mate Bebić szerdár vezetése alatt. A róluk szóló legrégibb dokumentum egy 1704-ből származó telekkönyvi összeírás. Az idők folyamán, különösen a hercegovinai határt megállapító pozsareváci békével (1718.) zárult ún. kis háború után azonban ezeket a családokat újak váltották fel. 1767-ben az otrić-strugei plébániát, melyhez a település is tartozott leválasztották a podjezerjei plébániáról. A plébánia székhelye kezdetben Strugén volt, csak a 18. század végén lett a székhely Otrićon, a plébániatemplom pedig az ottani Szent Miklós templom lett, ahogy máig is az. A velencei uralomnak 1797-ben vége szakadt és osztrák csapatok vonultak be Dalmáciába. 1806-ban az osztrákokat legyőző franciák uralma alá került, de Napóleon lipcsei veresége után 1813-ban újra az osztrákoké lett. 1880-ban 70, 1910-ben 160 lakosa volt. 1918-ban az új szerb-horvát-szlovén állam, majd később Jugoszlávia része lett. A második világháború idején a Független Horvát Állam része volt. A településnek 2011-ben 31 lakosa volt, akik főként mezőgazdaságból éltek.

## Népesség
| Lakosság változása | Lakosság változása | Lakosság változása | Lakosság változása | Lakosság változása | Lakosság változása | Lakosság változása | Lakosság változása | Lakosság változása | Lakosság változása | Lakosság változása | Lakosság változása | Lakosság változása | Lakosság változása | Lakosság változása | Lakosság változása |
| ------------------ | ------------------ | ------------------ | ------------------ | ------------------ | ------------------ | ------------------ | ------------------ | ------------------ | ------------------ | ------------------ | ------------------ | ------------------ | ------------------ | ------------------ | ------------------ |
| 1857               | 1869               | 1880               | 1890               | 1900               | 1910               | 1921               | 1931               | 1948               | 1953               | 1961               | 1971               | 1981               | 1991               | 2001               | 2011               |
| 0                  | 0                  | 70                 | 78                 | 118                | 160                | 0                  | 150                | 169                | 186                | 192                | 189                | 134                | 86                 | 55                 | 31                 |

(1857-ben, 1869-ben és 1921-ben lakosságát Pozla Gorához számították.)

## Nevezetességei
- A Szent Cirill és Metód kápolna 1900-ban épült faragott kövekből. Benne a Rózsafüzér királynője, valamint Szent Cirill és Metód szobrai találhatók.
- A Mali Prologtól északra fekvő a 81 méter magasságú Hunacon ókori erődítmény állt egykor.